# Dermot Frederick William Warren
Dermot Frederick William Warren, britanski general, * 1895, † 1945.